# Sopor Æternus and the Ensemble of Shadows
Sopor Æternus and the Ensemble of Shadows, également contracté sous la forme de Sopor Aeternus ou Sopor, est un groupe allemand de dark wave, originaire de Francfort, Hesse. Le style musical de ce projet, initié par et pour Anna-Varney Cantodea, comprend des éléments de dark folk, gothiques, et néoclassiques.

## Histoire
Le « projet » est initié en 1989 à Francfort. L'initiatiateur principal du concept est Anna-Varney Cantodea. Il est à l'origine de Sopor Aeternus avec Holger, dont on ne sait pas grand-chose. Les deux se rencontrent à Francfort, dans un club nommé le Negativ. Anna-Varney expliquera plus tard dans une de ses rares interviews le fait d'aller à la rencontre du genre humain de manière très sporadique. À la suite de cette rencontre, Holger devint un lien entre Anna-Varney et le monde extérieur. Il lui permit effectivement d'avoir une connexion, bien que minimale, avec la société.
Plus tard, Holger décide, pour des raisons qui, pour le moment, sont encore inconnues de rejoindre Anna-Varney afin de mettre à bien un projet musical présentant une dimension onirique et fantastique. On retrouve cet univers onirique dans le terme « Sopor Aeternus » signifiant « Sommeil éternel » que l'on peut également traduire par « Sommeil de Mort » et le fantastique demeure plutôt dans « The Ensemble of Shadows ».
Anna-Varney et Holger ont travaillé ensemble avec le peu d'argent dont ils disposaient. Ils font acquisition de plusieurs instruments de musique et composent Blut der schwarzen Roze et The Undead Trilogy. Trois maquettes sont faites : Es reiten die Toten so schnell..., Rufus (démo) et Till Time and Times are Done. Autre que les cinquante versions de Es reiten die Toten so schnell... qui ne seront jamais vendues sur le marché, et peu après la création du projet, Holger décide d'abandonner Anna-Varney, toujours pour des raisons inconnues.[incompréhensible]
En 1994, Anna-Varney produit son premier album, Ich töte mich, dont le nom complet est Ich töte mich jedesmal aufs Neue, doch ich bin unsterblich, und ich erstehe wieder auf; für einer Vision des Untergangs. Avec la sortie de cet album, beaucoup d'interrogations tournaient autour d'Anna-Varney. Non seulement sur les moyens financiers pour produire l'album mais également sur ses conditions de vie. En effet, certaines rumeurs affirmaient qu'Anna-Varney vivait dans une chambre sombre voire noire et que sa nourriture principale était la viande de rat. Ce qui n'est probablement qu'une rumeur, car une rare vidéo ne traitant pas de sa musique, nous montre Anna-Varney apposer en dessous d'un panneau stop un autocollant Eating Animals, qui signifie donc Stop Eating Animals (Ne mangez pas d'animaux), ce qui peut traduire de sa part une alimentation végétarienne. L'image de souffrance véhiculée est sublimée à travers des photos de très bonne facture esthétique, une haute qualité laissant croire à certains que la  vie pauvrement recluse d'Anna-Varney peut être une supposition, vu l'argent dépensé et le temps demandé à ce genre de promotion. Un travail de marketing bien ficelé donc selon certaines personnes, souligné par le site web personnel de Sopor Aeternus qui laisserait croire pour beaucoup, en une vie plus ambitieuse ou aisée concernant l'artiste.

## Anna-Varney
Le personnage central de Sopor Aeternus, Anna-Varney Cantodea (née en 1952), ne parle pas de lui, ni de sa vie privée. Cependant, on peut ressentir dans son apparence et dans son œuvre une profonde dépression qu'il considère lui-même comme la source de sa création, sa musique n'étant qu'une catharsis. Il révèle aussi avoir été battu par ses parents et ses camarades d'école. Ce qui est probant chez Anna-Varney est sans doute son identité transgenre ou fluide,. AMAB (Assigned Male At Birth, acronyme anglophone désignant les personnes assignées homme à la naissance), Anna-Varney, préfère ne pas être considérée comme une femme. Il n'a jamais subi d'opération afin de changer de sexe et ne compte pas en subir. Anna-Varney Cantodea est un pseudonyme. Anna est un prénom féminin répandu, surtout en Allemagne. Varney pourrait provenir de l'histoire Varney the Vampire, or the Feast of Blood. Quant à Cantodea, il s'agit d'un néologisme de racine latine désignant une cantatrice.
Dans quelques interviews, il révèle avoir passé trois décennies dans un état d'extrême dépression, de solitude et de désespoir ainsi que tous les sentiments qu'inspirent « The Ensemble of the Shadows ». « The Ensemble of the Shadows » se traduit par des voix, des présences, qui la guident et qui stimulent ses inspirations musicales mais Anna-Varney ne parle pas de l'Ensemble devant des humains. Bien que son personnage soit sombre, mélancolique et ambigu, Anna-Varney possède cependant le sens de l'humour. Il avoue aimer Dark Vador et voudrait changer le logo de la compagnie de sous-vêtements The Fruit of the Loom par « The Fruit of the Tomb » où son visage ferait face (ce logo fictif apparaît sur la couverture de Nenia C'alladhan).
Sa musique connaît des influences classiques et surtout médiévales. Il dégage des émotions de mélancolie, de tristesse, parfois même d'effroi. Les instruments les plus souvent utilisés sont les cuivres, les bois (plus particulièrement les flûtes), les quatuors à cordes et quelques guitares. Dans certains cas, on peut distinguer dans son œuvre l'utilisation de synthétiseurs et de percussions. La musique de Sopor Aeternus, à ses débuts, parlait exclusivement d'Anna-Varney. Notamment de la mort, du suicide, d'amour non-partagé, de douleur karmatique, de solitude et de tristesse. Un thème récurrent se trouve également dans l'œuvre de Sopor Aeternus, il s'agit de la transidentité et la volonté d'Anna-Varney de devenir une femme. Sur la couverture de l'album Flowers in Formaldehyde on peut voir un orifice au niveau de son entre-jambes qui correspond au vagin de la femme. Cet orifice est ajouté via un logiciel de retouche photo ; sur les photos de l'album Es reiten die Toten so schnell, où Anna Varney est nu, son pénis est également dissimulé.
La photographie d'Anna Varney et cet orifice ne réfère pas à un « vagin », en effet, celle-ci dit lors d'un interview pour Vampire Freaks : « Je ne suis ni homme, ni femme... [...] Je désire : la complète et magnifique neutralisation [...] rien si ce n'est un petit trou pour que je puisse uriner. »

## Discographie

### Albums studio
- 1994 : ...Ich töte mich jedesmal aufs Neue, doch ich bin unsterblich, und ich erstehe wieder auf; in einer Vision des Untergangs... (réédité en 1999)
- 1995 : Todeswunsch - Sous le soleil de Saturne (réédité en 2003)
- 1995 : Ehjeh Ascher Ehjeh EP (limité à 3 000 exemplaires)
- 1997 : The Inexperienced Spiral Traveller
- 1997 : Voyager - The Jugglers of Jusa (limité à 3 000 exemplaires)
- 1999 : Dead Lovers Sarabande (Face One)
- 1999 : Dead Lovers Sarabande (Face Two)
- 2000 : Songs from the inverted Womb
- 2002 : Nenia C'alladhan (projet commun avec Constance Fröhling)
- 2003 : Es reiten die Toten so schnell
- 2004 : La Chambre D'Echo - Where the dead Birds sing
- 2004 : Flowers in Formaldehyde EP (2004) (limité à 2 000 exemplaires)
- 2005 : The Goat / The Bells Have Stopped Ringing 12" vinyl  (limité à 1 000 exemplaires)
- 2005 : Like a Corpse standing in Desperation (limité à 3 000 exemplaires ; contient un DVD de Sopor Aeternus)
- 2005 : Les Fleurs du Mal  (limité à 2 000 exemplaires)
- 2008 : Sanatorium Altrosa (Musical Therapy For Spiritual Dysfunction) (édition très limité (999 copies) prévue pour le 30 avril)
- 2010 : A Triptyphon of ghosts (Part One) : Have you seen this Ghost ?
- 2011 : A Triptyphon of ghosts (Part Three) : Children of the Corn
- 2013 : Poetica
- 2014 : Mitternacht
- 2018 : The Spiral Sacrifice
- 2019 : Death and Flamingos
- 2020 : Island of the Dead (..or the Five Stages of Mourning)

### Démos
- 1989 : Es reiten die Toten so schnell... (limité à 50 exemplaires)
- 1989 : Rufus (Produit entre 1989 et 1992)[3]
- 1992 : Till Time and Times Are Done (produit entre 1989 et 1992)[3]

### Compilations
- 1995 : Jekura - Deep the Eternal Forest (les chansons d'Anna-Varney Cantodea y sont enregistrées sous le nom de White Onyx Elephants un autre projet de Sopor Aeternus and the Ensemble of Shadows).

### Singles
- 2007 : In der Palästra (27 novembre 2007 sur le site projekt.com et le 16 novembre 2007 sur le site infrarot.de/ ; premier single de Sopor.

## Vidéographie
Sopor Aeternus a également enregistré quelques vidéos. Anna-Varney tente d'enregistrer quelque chose de flou et de transparent, volontairement peu détaillé ; bien qu'il y ait des exceptions telles que les deux vidéos de Deep the Eternal Forest, produites pour l'album du même nom.
- 1995 : Deep the Eternal Forest - 1 (issue de Jekura - Deep the Eternal Forest)
- 1995 : Deep the Eternal Forest - 2 (issue de Jekura - Deep the Eternal Forest)
- 1999 : The Dog Burial (issue de Dead Lovers' Sarabande (Face Two))
- 2000 : ...and Bringer of Sadness (issue de Songs From the Inverted Womb)
- 2005 : The Goat (issue de The Goat / The Bells Have Stopped Ringing)
- 2005 : The Bells Have Stopped Ringing (issue de The Goat / The Bells Have Stopped Ringing)
- 2007 : In der Palästra (issue de Les Fleurs du Mal)
- 2010 : A Strange Thing to Say (issue de A Strange Thing 2 Say)
- 2011 : It is Safe to SLEEP Alone (issue de Have You Seen this Ghost?